# Synco Reijnders (1793-1873)
Synco Reijnders (Groningen, 23 juli 1793 - aldaar, 30 november 1873) was notaris te Delfzijl en Appingedam en burgemeester van Appingedam. Hij wordt gezien als een belangrijk voorman van de Groninger beschaving.

## Leven en werk
Synco Reijnders werd als zoon van de doopsgezinde arts Jan Reijnders en Frederica Hoitsema geboren in de Folkingestraat in Groningen. Na de Latijnse school studeerde hij aanvankelijk theologie, maar hij schakelde na twee jaar over op een studie rechtsgeleerdheid. In 1819 promoveerde hij op de dissertatie De consensu in pactis ejusque variis formis.
Reijnders, die in 1822 trouwde met de apothekersdochter Wiea Zuidema, startte zijn loopbaan als kandidaat-notaris in Delfzijl. Daar schreef hij een verhalend gedicht in het Gronings, dat al snel een succes werd onder de titel Een roare raize van 't Hogeland noa Stad. In 1832 werd hij notaris in Appingedam. Hij was daar van 1833 tot 1843 tevens burgemeester. Hij maakte naam als auteur van nog meer Groninger gedichten, die hij voordroeg op de bijeenkomsten van de Maatschappij tot Nut van 't Algemeen. Ze verschenen in onder meer de Groningsche Volksalmanak, zoals een lang lofdicht op de wegens bouwvalligheid vervangen klokkentoren van de Nicolaïkerk in Appingedam.
In 1861 legde Reijnders het notarisambt neer. Hij verhuisde van Appingedam naar de Nieuwe Boteringestraat in zijn geboortestad Groningen. In 1868, na het overlijden van zijn vrouw, trok hij in bij een van zijn zoons in de Oude Boteringestraat, waar hij vijf jaar later overleed.

## Familie
Zijn zoon Izaäk Herman Reijnders was burgemeester van de toenmalige gemeente Onstwedde (tegenwoordig gemeente Stadskanaal). Zijn kleinzoon Izaäk Reijnders werd opperbevelhebber van de Nederlandse land- en zeemacht. Een andere kleinzoon, de naar hem genoemde Synco Reijnders (1863-1936), was burgemeester van Borger en daarna van Rolde.